# Magny-Montarlot
 Magny-Montarlot  es una población y comuna francesa, en la región de Borgoña, departamento de Côte-d'Or, en el distrito de Dijon y cantón de Auxonne.

## Demografía
| 177 | 154 | 151 | 184 | 192 | 185 |
| Para los censos de 1962 a 1999 la población legal corresponde a la población sin duplicidades (Fuente: INSEE [Consultar]) |     |     |     |     |     |